# 하인리히 글라레안

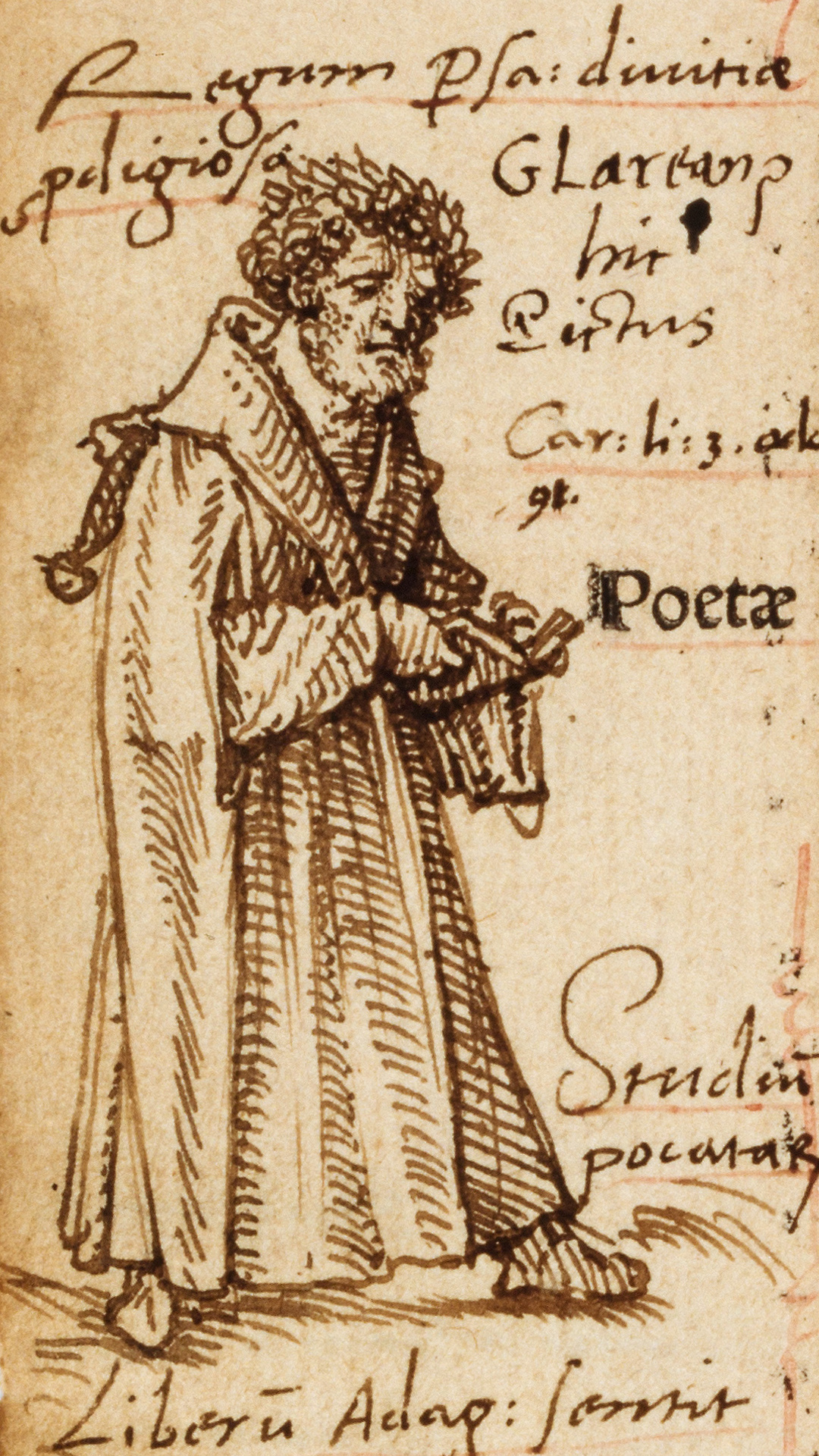

하인리히 글라레안(Heinrich Glarean, 1488년 2월 28일 또는 1563년 6월 3일 ~ 1563년 3월 28일)는 스위스의 음악 이론가, 시인, 인문주의자이다. 그는 몰리스에서 태어나 프라이부르크에서 사망했다.

## 전기
초기에 철저한 음악 교육을 받은 후 글라레안은 쾰른 대학교에 입학하여 신학, 철학, 수학 및 음악을 공부했다. 그곳에서 그는 황제 막시밀리안 1세에게 경의를 표하는 유명한 시를 썼다. 얼마 후 바젤에서 그는 에라스무스를 만났고 두 인본주의자는 평생 친구가 되었다.
글라레안의 음악에 관한 첫 출판물인 Isagoge in musicen이라는 제목의 겸손한 책은 1516년이었다. 그것에서 그는 음악의 기본 요소에 대해 논의한다. 아마도 가르치는 데 사용되었을 것이다. 그러나 그의 가장 유명한 책이자 르네상스 시대에 쓰여진 음악 이론에 관한 가장 유명하고 영향력 있는 작품 중 하나는 1547년 그가 바젤에서 출판한 Dodecachordon이다. 이 방대한 저작에는 음악 이론 외에 철학과 전기에 관한 글이 포함되어 있으며 이전 세대 작곡가( Josquin, Ockeghem, Obrecht, Isaac 및 기타 여러 작곡가 포함)의 120편 이상의 완전한 작곡이 포함되어 있다. 세 부분으로 나누어 6세기에 음악에 대해 광범위하게 저술한 보에티우스에 대한 연구로 시작한다.
Dodecachordon (문자 그대로 "12현악기")의 가장 중요한 특징은 예를 들어 동시대의 이론가 Pietro Aron의 작품에서 오랫동안 가정되었던 것처럼 실제로는 8가지가 아닌 12가지 모드가 있다는 글라레안의 제안이다. 추가된 네 가지 모드에는 Aeolian (모드 9 및 10) 및 Ionian (모드 11 및 12)의 정통 및 플라갈 형식이 포함되어 있다. 이 모드는 각각 단음계 및 장조 음계에 해당한다. 글라레안은 Ionian 모드가 당대의 작곡가들이 가장 자주 사용하는 모드라고 말하기까지 했다.
그의 작품의 영향력은 엄청났다. Zarlino 를 포함한 많은 후기 이론가들은 12가지 모드를 수용했으며 모드의 표절 형식과 정통 형식을 구분하는 것은 더 이상 현대적 관심이 아니지만 음악 모드에 대한 글라레안의 설명은 여전히 남아 있다.

## 메모
1. ↑  Miller, Grove.
2. 1 2  Miller, Grove

## 참고 문헌
- Clement A. Miller. "Heinrich Glarean". The New Grove Dictionary of Music and Musicians, edited by Stanley Sadie. 20 vols. London, Macmillan Publishers Ltd., 1980. ISBN 1-56159-174-2.